# Ängsruta
Ängsruta (Thalictrum flavum) är en flerårig ört tillhörande familjen ranunkelväxter.

## Egenskaper
Ängsrutan blir ca 50 cm hög med dubbelt parbladiga blad och en tät kvast av gulvita blommor med fyra snart avfallande kronblad. Den blommar från juli till augusti.

## Förekomst
Ängsrutan förekommer i hela Sverige, ganska allmänt i söder men är inte lika utbredd i norra Sverige.